# Hořlavost textilií
Hořlavost textilií je náchylnost textilních materiálů ke vznícení a jejich chování při hoření. Hořlavost je ovlivněna fyzikálními (sráživost, tavitelnost), chemickými (obsah C, O atd.) a geometrickými (tvar, hmotnost) vlastnostmi materiálu.

## Zkoušky požární bezpečnosti textilních materiálů
K běžným testům patří zkoušky klasifikace (stupně) hořlavosti (norma UL 94 srovnatelná s EN 60945), samozápalnosti (norma ASTM 1929) a stanovení limitního kyslíkového čísla (LKČ).

### Limitní kyslíkové číslo (Limiting Oxygen Index (LOI))
Limitní kyslíkové číslo (LKČ) udává minimální koncentraci kyslíku v definované směsi dusíku a kyslíku, při které vzorek ještě hoří.
Zkušební metoda se zakládá na normě ASTM D-2863 zavedené v USA v roce 1977: Do skleněné trubice přístroje, kterou prochází směs kyslíku a dusíku, se zavěsí zkoušený vzorek a shora podpálí. Jestliže vzorek hoří déle než 180 s nebo když plamen dosáhne pod určitou značku na trubici, opakuje se zkouška s menší koncentrací kyslíku. Test se provádí tak dlouho, až při určité koncentraci hoří 50 % vzorku.

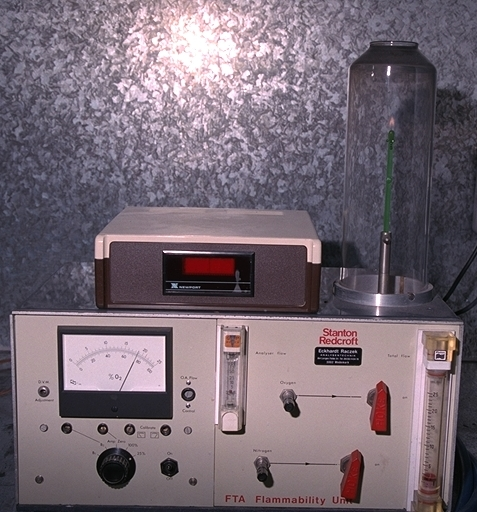
Přístroj na měření LOI

Výpočet % koncentrace se provádí podle vzorce:
{\displaystyle \mathrm {LK{\check {C}}} ={{\frac {O_{2}}{O_{2}+N_{2}}}\cdot 100}},
kde {\displaystyle O_{2}} značí objem kyslíku a {\displaystyle N_{2}} objem dusíku.
Čím vyšší je tato hodnota, tím větší je odolnost materiálu proti vznícení a hoření.
| Vlákno                                              | LOI % | Vlákno     | LOI % | Vlákno    | LOI %  |
| --------------------------------------------------- | ----- | ---------- | ----- | --------- | ------ |
| polyakryl                                           | 17–18 | viskóza    | 17–19 | bavlna    | 18–20  |
| polyethylen                                         | 17,5  | viskóza FR | 30    | bavlna FR | 31–32  |
| acetát                                              | 17–19 | polyamid   | 20-22 | vlna      | 24-25  |
| polypropylen                                        | 17-18 | p-aramid   | 31    | vlna FR   | 33     |
| polyester                                           | 21    | m-aramid   | 42-52 | zylon     | 68     |
| polyester FR*                                       | 28    | uhlík      | 60    | teflon    | nad 95 |
| FR* (flame retarded) = vlákno s nehořlavou úpravou. |       |            |       |           |        |

Polymery obsahující větší množství vodíkových atomů (např. polyethylen, celulóza) mají vysokou hořlavost. Za normálně hořlavé se zpravidla považují materiály s LKČ do 21. Menší hořlavost mají polymery s aromatickými články a ty, co obsahují halogeny (aramidy, modakryl). Všechna anorganická vlákna (azbestová, skleněná, keramická) jsou prakticky nehořlavá. Za nehořlavé se někdy označují také materiály, které se v plameni pouze taví a po vyjmutí z plamene ihned zhasínají, např. PVC nebo oxidovaný polyakryl.

## Nehořlavá úprava
Snížení hořlavosti textilií se dá dosáhnout dočasnou (vypratelnou) úpravou nebo trvalou úpravou.

### Dočasná (vypratelná) úprava
Tato úprava se dříve prováděla většinou s pomocí anorganických solí (borax, síran hlinitý apod.) Dočasná úprava se dnes používá jen v ojedinělých případech.

### Trvalá úprava
- u syntetických vláken
  - modifikací struktury nebo přídavkem vhodných chemikálií do zvlákňované sloučeniny
  - povrchovou úpravou přípravky na bázi halogenů a různých oxidů (antimon, cín aj.)
- u celulózových materiálů
  - fixací účinných substancí na vlákně s pomocí syntetických polymerů (pro značné zhoršení omaku se dá použít jen u technických textilií)
  - chemickou změnou celulózy s pomocí fosforových sloučenin (nevýhody: snížení pevnosti až o 30 % a fosfor se nedá odstranit z odpadních vod z úpravny)
- u vlny se k úpravě používají sloučeniny titanu nebo zirkonu.

### Aplikace
Úprava (apretura) se většinou provádí namáčením a ždímáním na fuláru.
Zvláštní zpracování vyžadují vlasové textilie (impregnace namáčením mezi dvěma válci) a vlněné a hedvábné výrobky (technologie vytahování z lázně).
Úprava je účinná jen když váhový podíl chemických prostředků obnáší nejméně 10 %. Úpravou proti hořlavosti se zvyšuje cena textilie o 30–50 %.
V odborné češtině se označení „nehořlavá úprava“ pro úpravu textilií běžně používá, podle některých odborníků se však úpravou dá sice podstatně snížit hořlavost textilních materiálů, ale na zcela nehořlavé se nedají změnit (např. anglické nebo německé označení nehořlavé úpravy se překládá jako „úprava ke snížení hořlavosti“ (flame retarded finishing, flammenhemmende Ausrüstung)).

## Použití textilií se sníženou hořlavostí
Použití je z velké části určeno normami pro jednotlivé obory, pro některé úseky (např. nábytkové potahy, záclony a závěsy ve veřejných prostorách) platí pro použití nařízení vydávaná regionálními nebo místními úřady. Zákonná nařízení v tomto smyslu nejsou (dosud) známá.
Příklady použití a příslušných norem:
- Ochranné oděvy pro hasiče (norma EN 469), hutníky, svářeče, závodníky apod.
- Záclony (SIS 650082), nábytkové potahy (EN 1021), posteloviny (ISO 12952)
- Podlahové krytiny (DIN 54332)